# Amir Khan Muttaqi

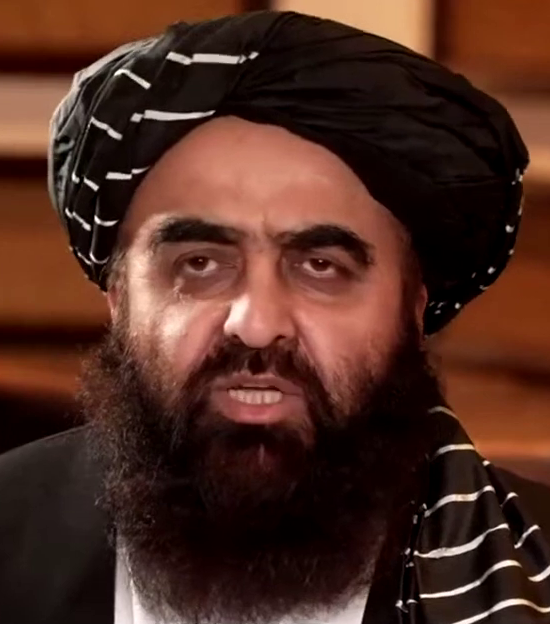
Amir Khan Muttaqi (2021)

Amir Khan Muttaqi (paschtunisch امیر خان متقی:* 26. Februar 1971 in Nad Ali, Provinz Helmand, Königreich Afghanistan) ist ein afghanischer Diplomat und ein hochrangiges Mitglied der Taliban. Er ist seit dem 7. September 2021 amtierender Außenminister des Islamischen Emirats Afghanistan. Er war davor bereits Kulturminister und Bildungsminister in der ersten Taliban-Regierung. Als Terrorist steht er unter UN-Sanktionen.

## Leben
Muttaqi wurde in einem Dorf in Helmand in Südafghanistan geboren, wobei seine Familie ursprünglich aus der Provinz Paktia im Osten stammte. Er gehört dem Volk der Paschtunen an. Mit seiner Familie musste er im Alter von neun Jahren aufgrund der Saurrevolution und der sowjetischen Invasion nach Pakistan fliehen, wo er eine theologische Ausbildung an der islamischen Universität Darul Uloom Haqqania in Khyber Pakhtunkhwa erhielt, wo zahlreiche Führer der Taliban ausgebildet wurden. Muttaqi war ursprünglich Anhänger des Muhadschin Mohammad Nabi Mohammadi, schloss sich allerdings später den Taliban an. Er stieg in den Obersten Rat der Taliban auf und arbeitete für die Taliban in Kandahar, wo für Radio Kandahar und Information und Kultur zuständig war. Muttaqi wurde 1996, als die Hauptstadt Kabul von den Taliban erobert wurde und die Taliban die Macht übernommen hatten, zum Minister für Information und Kultur ernannt, wo er die Einführung eines totalen Bilderverbots überwachte und für Propaganda zuständig war. Aufgrund seiner Kontakte ins Ausland war er 1997 entscheidend an der Organisation eines Besuches einer Taliban-Delegation in den USA beteiligt, welche auf Einladung eines Erdölunternehmens erfolgte und bei dem es um den Bau einer nicht realisierte Pipeline durch Afghanistan ging. 2000 wurde er zum Bildungsminister ernannt, ein Amt, das er bis zum Sturz des Taliban-Regimes im folgenden Jahr innehatte.
Im Exil blieb er ein führendes Mitglied der Taliban. Er war unter anderem Mitglied der Kulturkommission der Taliban, Mitglied des politischen Büros der Taliban und des Verhandlungsteams in Katar (2016–2021), welche mit den Amerikanern verhandelte. In dieser Funktion war er an dem Doha-Abkommen vom Februar 2020 beteiligt, das den Abzug der Amerikaner einleitete, der den Taliban im August 2021 die Rückkehr an die Macht ermöglichte. Nach der Machtübernahme war er Stabschef von „Emir“ Hibatullah Achundsada und organisierte den Machtwechsel. Am 7. September 2021 gaben die Taliban die ersten Mitglieder einer neuen Regierung bekannt. Amir Khan Muttaqi wurde zum Außenminister ernannt. Die Taliban-Regierung wird international nicht anerkannt, jedoch de facto von zahlreichen Ländern toleriert. Im Dezember 2021 nahm Amir Khan Muttaqi als Delegierter Afghanistans an einer Sitzung des Rates der Außenminister der Organisation für Islamische Zusammenarbeit teil, wo er sich mit Pakistans Premierminister Imran Khan austauschte. Im September 2023 besuchten ihn die beiden österreichischen FPÖ-Politikern Andreas Mölzer und Johannes Hübner. Im Oktober 2024 traf er den russischen Außenminister Sergei Lawrow und sprach mit ihm über eine verstärkte afghanisch-russische wirtschaftliche und politische Kooperation.